# Totò
Antonio Griffo Focas Flavio Angelo Ducas Comneno Porfirogenito Gagliardi De Curtis di Bisanzio (Nápoles, 15 de fevereiro de 1898 — Roma, 15 de abril de  1967), mais conhecido pelo nome artístico de Totò [toˈtɔ] (ou, simplesmente, chamado Antonio de Curtis) e apelidado de il principe della risata ("o príncipe do riso"), foi um ator, comediante, roteirista, dramaturgo, poeta, cantor e letrista italiano. Ele era comumente referido como um dos artistas italianos mais populares de todos os tempos. Ele é mais conhecido por seus personagens engraçados e às vezes cínicos como comediante no teatro e por seus muitos filmes de sucesso filmados entre as décadas de 1940 e 1960. Também trabalhou com muitos diretores de cinema italianos icônicos em papéis dramáticos/poéticos.

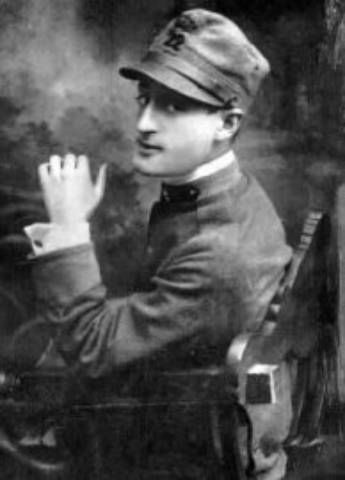
Totò, 1918

## Filmografia

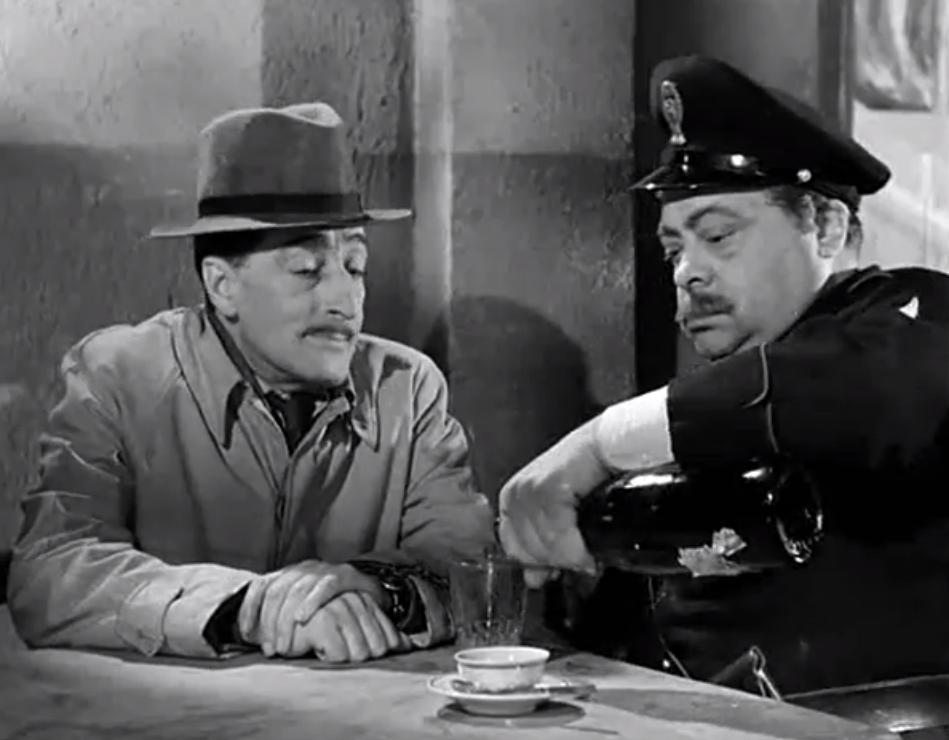
Totò con Aldo Fabrizi in Guardie e ladri (1951)

- Fermo con le mani!, regia di Gero Zambuto (1937)
- Animali pazzi, regia di Carlo Ludovico Bragaglia (1939)
- San Giovanni decollato, regia di Amleto Palermi (1940)
- L'allegro fantasma, regia di Amleto Palermi (1941)
- Due cuori fra le belve, rieditato nel dopoguerra col titolo Totò nella fossa dei leoni, regia di Giorgio Simonelli (1943)
- Il ratto delle Sabine, rieditato nel dopoguerra col titolo Il professor Trombone, regia di Mario Bonnard (1945)
- I due orfanelli, regia di Mario Mattòli (1947)
- Fifa e arena, regia di Mario Mattòli (1948)
- Totò al giro d'Italia, regia di Mario Mattòli (1948)
- I pompieri di Viggiù, regia di Mario Mattòli (1949)
- Yvonne la nuit, regia di Giuseppe Amato (1949)
- Totò cerca casa, regia di Steno e Mario Monicelli (1949)
- Totò le Mokò, regia di Carlo Ludovico Bragaglia (1949)
- L'imperatore di Capri, regia di Luigi Comencini (1949)
- Totò cerca moglie, regia di Carlo Ludovico Bragaglia (1950)
- Napoli milionaria, regia di Eduardo De Filippo (1950)
- Figaro qua, Figaro là, regia di Carlo Ludovico Bragaglia (1950)
- Le sei mogli di Barbablù, regia di Carlo Ludovico Bragaglia (1950)
- Toto Tarzan, regia di Mario Mattòli (1950)
- Totò sceicco, regia di Mario Mattòli (1950)
- 47 morto che parla, regia di Carlo Ludovico Bragaglia (1950)
- Totò terzo uomo, regia di Mario Mattòli (1951)
- Sette ore di guai, regia di Vittorio Metz e Marcello Marchesi (1951)
- Guardie e ladri, regia di Steno e Mario Monicelli (1951)
- Totò e i re di Roma, regia di Steno e Mario Monicelli (1951)
- Totò a colori, regia di Steno (1952)
- Dov'è la libertà?, regia di Roberto Rossellini (1952)
- Totò e le donne, regia di Steno e Mario Monicelli (1952)
- L'uomo, la bestia e la virtù, regia di Steno (1953)
- Un turco napoletano, regia di Mario Mattòli (1953)
- Una di quelle, regia di Aldo Fabrizi (1953)
- Il più comico spettacolo del mondo, regia di Mario Mattòli (1953)
- Questa è la vita, episodio La patente, regia di Luigi Zampa (1954)
- Miseria e nobiltà, regia di Mario Mattòli (1954)
- Tempi nostri, episodio La macchina fotografica, regia di Alessandro Blasetti (1954)
- I tre ladri, regia di Lionello De Felice (1954)
- Il medico dei pazzi, regia di Mario Mattòli (1954)
- Totò cerca pace, regia di Mario Mattòli (1954)
- L'oro di Napoli, episodio Il guappo, regia di Vittorio De Sica (1954)
- Totò all'inferno, regia di Camillo Mastrocinque (1955)
- Totò e Carolina, regia di Mario Monicelli (1955)
- Siamo uomini o caporali?, regia di Camillo Mastrocinque (1955)
- Racconti romani, regia di Gianni Franciolini (1955)
- Destinazione Piovarolo, regia di Domenico Paolella (1955)
- Il coraggio, regia di Domenico Paolella (1955)
- La banda degli onesti, regia di Camillo Mastrocinque (1956)
- Totò, lascia o raddoppia?, regia di Camillo Mastrocinque (1956)
- Totò, Peppino e la... malafemmina, regia di Camillo Mastrocinque (1956)
- Totò, Peppino e i fuorilegge, regia di Camillo Mastrocinque (1956)
- Totò, Vittorio e la dottoressa, regia di Camillo Mastrocinque (1957)
- Totò e Marcellino, regia di Antonio Musu (1958)
- Totò, Peppino e le fanatiche, regia di Mario Mattòli(1958)
- Gambe d'oro, regia di Turi Vasile (1958)
- I soliti ignoti, regia di Mario Monicelli (1958)
- Totò a Parigi, regia di Camillo Mastrocinque (1958)
- La legge è legge, regia di Christian-Jaque (1958)
- Totò nella luna, regia di Steno (1958)
- Totò, Eva e il pennello proibito, regia di Steno (1959)
- I tartassati, regia di Steno (1959)
- I ladri, regia di Lucio Fulci (1959)
- Arrangiatevi!, regia di Mauro Bolognini (1959)
- La cambiale, regia di Camillo Mastrocinque (1959)
- Noi duri, regia di Camillo Mastrocinque (1960)
- Signori si nasce, regia di Mario Mattòli (1960)
- Totò, Fabrizi e i giovani d'oggi, regia di Mario Mattòli (1960)
- Letto a tre piazze, regia di Steno (1960)
- Risate di gioia, regia di Mario Monicelli (1960)
- Chi si ferma è perduto, regia di Sergio Corbucci (1960)
- Sua Eccellenza si fermò a mangiare, rieditato nel 1967 col titolo Il dottor Tanzarella, medico personale del fondatore dell'impero, regia di Mario Mattòli (1961)
- Totò, Peppino e...la dolce vita, regia di Sergio Corbucci (1961)
- Totòtruffa 62, regia di Camillo Mastrocinque (1961)
- I due marescialli, regia di Sergio Corbucci (1962)
- Totò diabolicus, regia di Steno (1962)
- Totò contro Maciste, regia di Fernando Cerchio (1962)
- Totò e Peppino divisi a Berlino, regia di Giorgio Bianchi (1962)
- Lo smemorato di Collegno, regia di Sergio Corbucci (1962)
- Totò di notte n. 1, regia di Mario Amendola (1962)
- I due colonnelli, regia di Steno (1962)
- Il giorno più corto, regia di Sergio Corbucci (1963)
- Totò contro i quattro, regia di Steno (1963)
- Il monaco di Monza, regia di Sergio Corbucci (1963)
- Le motorizzate, episodio Il vigile ignoto, regia di Marino Girolami (1963)
- Totò e Cleopatra, regia di Fernando Cerchio (1963)
- Totò sexy, regia di Mario Amendola (1963)
- Gli onorevoli, regia di Sergio Corbucci (1963)
- Il comandante, regia di Paolo Heusch (1964)
- Totò contro il pirata nero, regia di Fernando Cerchio (1964)
- Che fine ha fatto Totò Baby?, regia di Ottavio Alessi, in realtà di Paolo Heusch (1964)
- Le belle famiglie, episodio Amare è un po' morire, regia di Ugo Gregoretti (1964)
- Totò d'Arabia, regia di José Antonio De La Loma, in realtà di Paolo Heusch (1965)
- Gli amanti latini, episodio Amore e morte, regia di Mario Costa (1965)
- La mandragola, regia di Alberto Lattuada (1965)
- Rita, la figlia americana, regia di Piero Vivarelli (1965)
- Uccellacci e uccellini, regia di Pier Paolo Pasolini (1966)
- Operazione San Gennaro, regia di Dino Risi (1966)
- Le streghe, episodio La terra vista dalla luna, regia di Pier Paolo Pasolini (1967)
- Capriccio all'italiana, episodi Il mostro della domenica di Steno e Che cosa sono le nuvole? di Pier Paolo Pasolini (1967)